# Кастинг

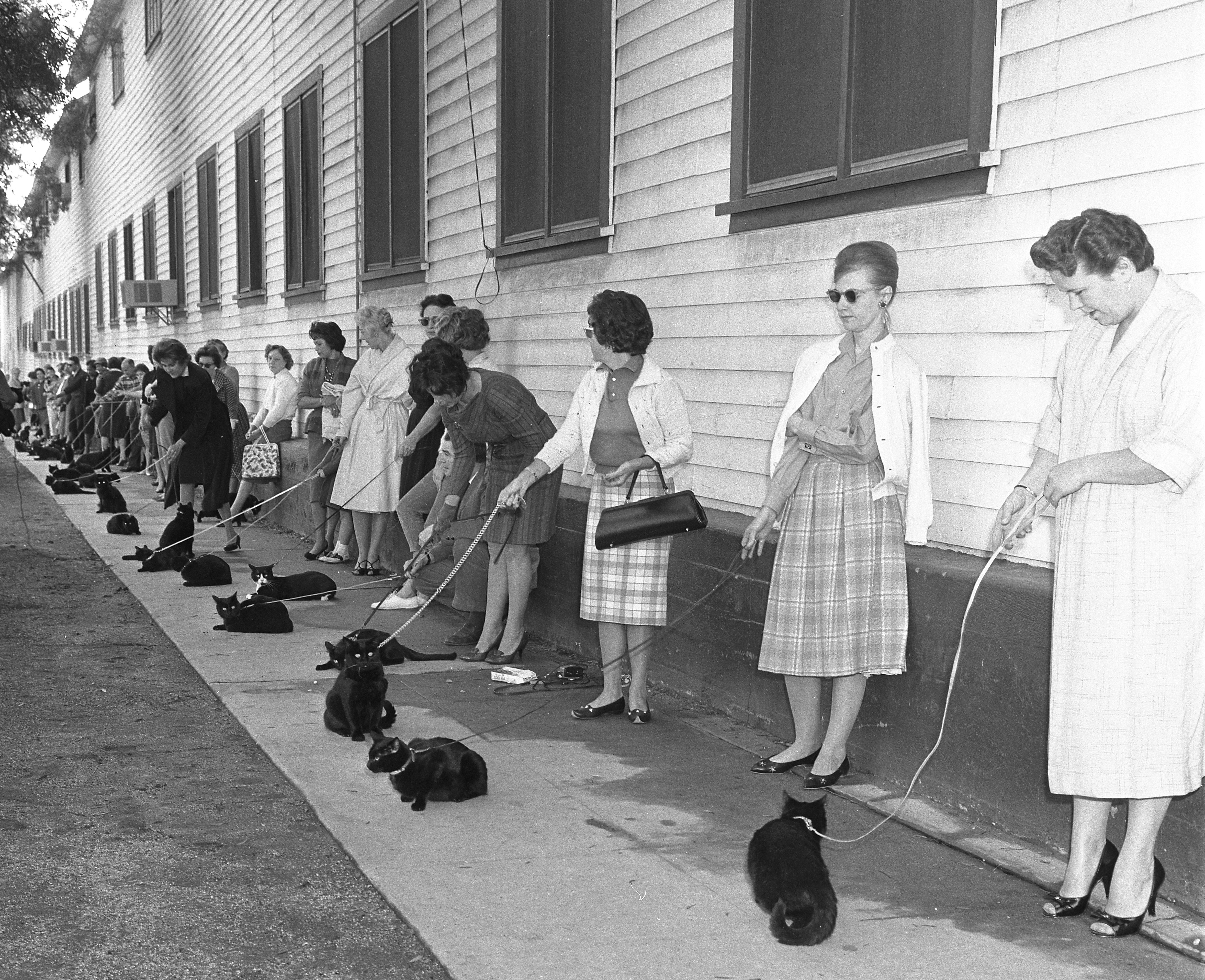
Кастинг чорних котів для голлівудського фільму. Лос-Анджелес, 1961 р.

Кастинг (англ. casting — прослуховування, кінопроби) — вибір серед претендентів людини, в найбільшій мірі відповідного творчому задуму. Практикується в шоу-бізнесі, для відбору моделей або поп-виконавців. Всупереч думці про те, що багато відомих моделей були знайдені завдяки щасливому випадку, кастинг для початківців моделей є важкою щоденною роботою. Також у кіновиробництві підбір основних виконавців — творців (режисера-постановника, сценариста, оператора-постановника, композитора, художника-постановника) і акторів теж стали називати на «англійський» лад «кастингом».

## Відбір
Кастинг зазвичай відбувається за наступною схемою. Режисер пояснює кастинг-директору, якими він бачить персонажів фільму, і той готує список (з фотографіями і демо-відео) передбачуваних акторів. Зазвичай на одну роль буває кілька претендентів. З попередньо відібраними акторами зв'язуються і висилають їм сценарій, щоб вони вивчили його і, головне, продумали, хто їх персонаж і прорепетирували пару сцен. Після цього актори-претенденти з'являються у студії, де розповідають, як вони уявляють свого персонажа і показують підготовлені сцени. Все це записується на відео для подальшого обговорення. Іноді акторам доводиться приїжджати на кастинг кілька разів. Цей кастинг не пов'язаний з відбором зірок категорії «А», які вибираються від можливості бюджету картини.

## Відбір зірок категорії «А»
У західному кінематографі спілкування із зірками на першому етапі відбувається за наступною схемою. Кастинг-директор зв'язується з агентом актора і з'ясовує графік його зайнятості. Якщо актор в потрібний період вільний, агенту надсилається сценарій, і актор вирішує, цікавий він йому чи ні, це, в першу чергу, стосується самої ролі. Якщо роль акторові цікава, піднімається питання про гонорар та інших умовах, включаючи клас номерів готелів, клас обслуговуючого його автомобіля тощо. Гонорар зірки категорії «А» може досягати декількох мільйонів, а то й десятків мільйонів доларів. Зірки участь у кастингу не беруть, однак зустрічаються з режисером, який пояснює їм, яким має бути їх персонаж.
Після відбору акторів з ними проводяться читки і репетиції. В основному це відбувається в студії. Однак, у випадку складно-постановочних сцен і, якщо вже обрано знімальні майданчики для них, репетиції проводяться там, оскільки в реальних приміщеннях можна точно визначити мізансцени. Не завжди є можливість встигнути відрепетирувати всі сцени, тому режисер вибирає в першу чергу найскладніші.